# Africké dětství
Africké dětství (v originále Petit Pays) je francouzsko-belgický dramatický film z roku 2020, který režíroval Éric Barbier jako adaptaci románu Gaëla Fayeho. Snímek měl premiéru ve Francii dne 3. února 2020.

## Děj
Malý Gabriel vyrůstá na začátku 90. let ve  čtvrti Kinanira ve městě Bujumbura, kde žije se svým otcem Michelem, francouzským podnikatelem, matkou Yvonne, rwandskou uprchlicí, a malou sestrou Anou. Gabriel prožívá šťastné dětství v bohaté rodině.
Tento spokojený život je však rychle otřesen geopolitickou realitou Burundi a oblasti Velkých jezer. Vztahy mezi Hutuy a Tutsiji, se zhoršují.
Michel je stále více znepokojen situací, napětí se projevuje i v jehoh vlastním domě. Ve volbách je prezidentem zvolen kandidát Hutuů Melchior Ndadaye, který je zabit při puči, což spustí občanskou válku v Burundi. Hutuové začínají reagovat masakrováním Tutsiů, kteří se následně mstí.
Rodičům a dětem se podaří znovu sejít, aby se zúčastnili svatby Yvonnina bratra ve Rwandě, a děti objeví své tety a bratrance. Po návratu se dozvídají, že letadlo rwandského a burundského prezidenta bylo sestřeleno a hutuští extremisté okamžitě začnou masakrovat Tutsije, čímž zahájí rwandskou genocidu. Yvonne, která nemá žádné zprávy o své rodině, je zdrcená. Nakonec se na cestu vydá, když jí bratr řekne, že Randská vlastenecká fronta, převážně tutsijská, vpadla do Kigali a ukončila genocidu. Zjistí však, že její sestra a synovci byli zmasakrováni, stejně jako celá rodina jejího bratra, a tem byl popraven.
Gabriel se dozví, že otec jeho kamaráda byl zavražděn. Je vtažen doprostřed fanatické skupiny a nutí ho, aby zapálil auto, ve kterém byl svázaný údajný vrah, což nakonec udělá.
Tváří v tvář přetrvávajícím nepokojům a obtížné rodinné atmosféře se Michel rozhodne poslat děti zpět do Francie. Gabriel se o dvacet let později vrací do domu, kde byl jeho otec zmasakrován, když se marně snažil ochránit svého hutuského sluhu, a kde jeho matka neúnavně zpívá žalozpěv za své synovce v kinyarwandštině.

## Obsazení
| Jean-Paul Rouve | Michel Chappaz       |
| Isabelle Kabano | Yvonne               |
| Veronika Varga  | Madame Economopoulos |

## Ocenění
- Festival frankofonních filmů Angoulême: Cena Valois pro nejlepší herečku (Isabelle Kabano)
- César: nominace v kategorii nejlepší adaptace (Éric Barbier)